# خنفساء القثاء
خنفساء القثاء (الاسم العلمي: Cucumber beetle) حشرة صغيرة الحجم مستديرة الشكل تقريباً، اسمها العلمي أبيلاكنا كريسوميلينا، طولها حوالي 9 مم لونها بني إلى حمرة، وعلى كل من الغمدين 6 بقع سود مستديرة. أهم عوائلها نباتات الفصيلة القرعية كالبطيخ والشمام والكوسة والخيار والقثاء وغيرها. وتبدأ الإصابة بهذه الحشرة في أوائل الصيف، وتقتصر أولاً على ما تحدثه الحشرات الكاملة من تآكل في الأوراق، ثم لا يلبث الضرر ان يزداد بعد ظهور اليرقات التي تحفر في الجزء السفلي للسارق وفي الجذور، مما يسبب ضعف النباتات ثم جفافها وذيولها.